# Czesław Karolak
Czesław Karolak (ur. 1946) – polski germanista, emerytowany profesor Uniwersytetu Adama Mickiewicza w Poznaniu.
Absolwent Uniwersytetu Adama Mickiewicza w Poznaniu. Był wieloletnim pracownikiem naukowym i dydaktycznym Instytutu Filologii Germańskiej UAM, posiada tytuł profesora nauk humanistycznych.
W latach 1990–2015 pełnił funkcję kierownika Zakładu Dydaktyki Literatury Niemieckiego Obszaru Językowego.
Tytuł rozprawy doktorskiej (1977):
„Das metaliterarische Selbstverständnis westdeutscher Autoren”
Tytuł rozprawy habilitacyjnej (1986):
„Die Poetik des Vorurteils. Untersuchungen zum Fremdstereotyp im westdeutschen Roman der fünfziger Jahre”
Wydawnictwo Naukowe UAM, Poznań 1986

## Wybrane publikacje
- Język niemiecki. Deutsch mal anders. Podręcznik dla klasy I liceum ogólnokształcącego, WSiP, 1989 (współautor wraz z W. Pfeifferem i M. Drażyńską-Deją),
- Niemcy o sobie. Naród – państwo – charakter narodowy w oczach intelektualistów niemieckich, Wydawnictwo Instytutu Zachodniego, 1993,
- Słownik twórców kultury niemieckojęzycznej, Wydawnictwo Poznańskie, Poznań 1997 (współautor),
- Dzieje kultury niemieckiej, PWN, 2006 (wraz z Hubertem Orłowskim i Wojciechem Kunickim),
- Posener Beiträge zur Germanistik – seria wydawnicza.